# Станіслав Гурський (канонік)
Станіслав Гурський (пол. Stanisław Górski; 8 вересня 1497, за іншими даними 1489 або 1499 — 12 березня 1572) — польський історик, католицький діяч.

## Біографія
Від 1521 — писар підканцлера Пйотра Томіцького та секретар дружини польського короля Сигізмунда I Старого королеви Бони Сфорца Арагонської (з 1535).
Близько 1535 року розпочав збирати історичні матеріали (понад 100 тисяч за період з 1462 року до кінця панування Сигізмунда II Августа). Частина цього зібрання загинула, уціліла ж частина, відома як «Acta Tomiciana» (томи 1—13 опубліковано протягом 1852—1915 років, а томи 14—17 — протягом 1952—1966). Ця збірка досі лишається одним з основних джерел з історії Польщі та сусідніх країн, зокрема й України. Велике значення мають і так звані Теки Гурського (29 томів). Йому приписують також авторство біографії Пйотра Кміти («Vita Petri Kmithae» 1567, надрукована 1611).